# Pride (álbum de White Lion)
Pride es el segundo álbum de estudio de la banda de rock estadounidense White Lion, publicado en junio de 1987 por Atlantic Records. Contiene los exitosos sencillos "Wait" y "When the Children Cry". El álbum se ubicó en la posición No. 11 de la lista Billboard 200, vendiendo dos millones de copias solamente en los Estados Unidos.

## Lista de canciones
Todas las canciones escritas por Vito Bratta y Mike Tramp
1. "Hungry" – 3:55
2. "Lonely Nights" – 4:11
3. "Don't Give Up" – 3:15
4. "Sweet Little Loving" – 4:02
5. "Lady of the Valley" – 6:35
6. "Wait" – 4:00
7. "All You Need Is Rock 'n' Roll" – 5:14
8. "Tell Me" – 4:28
9. "All Join Our Hands" – 4:11
10. "When the Children Cry" – 4:18

## Listas de éxitos

### Álbum
| Año  | Lista                    | Posición |
| ---- | ------------------------ | -------- |
| 1988 | Billboard 200 de EE. UU. | #11      |
| 1988 | Suecia                   | #30      |
| 1988 | Canadá                   | #44      |
| 1988 | Reino Unido              | #51      |

## Créditos
- Mike Tramp - Voz
- Vito Bratta - Guitarras
- James LoMenzo - Bajo
- Greg D'Angelo - Batería